# La Tour-Blanche
La Tour-Blanche korábbi község Franciaországban, Dordogne megyében. Lakosainak száma 399 fő (2018. január 1.).
2017. január 1-jén Cercles korábbi községgel egyesült és az így létrejött La Tour-Blanche-Cercles új község része lett.

## Népesség
A település népességének változása:
| Lakosok száma | 422  | 406  | 621  | 405  | 399  |
|               | 2013 | 2015 | 2016 | 2017 | 2018 |